# روبي قاولد
روبي قاولد (بالإنجليزية: Robbie Gould)‏ هو لاعب كرة قدم أمريكية أمريكي، ولد في 6 ديسمبر 1981 في Jersey Shore ‏ في الولايات المتحدة.

## وصلات خارجية
- روبي قاولد على موقع مرجع كرة القدم المحترفة.كوم (الإنجليزية)